# NN-104
La carretera NN‑104 es una vía colectora secundaria que se encuentra en el municipio de Camoapa, en el departamento de Boaco. Conecta la comunidad de El Progreso con la cabecera municipal, brindando acceso vial a varias zonas rurales.

## Trazado y cruces
| km   | Localidad / Punto    | Departamento | Conexión / Ruta |
| ---- | -------------------- | ------------ | --------------- |
| 0,0  | El Progreso          | Boaco        | Camino rural    |
| 7,8  | Comunidad Las Flores | Boaco        |                 |
| 15,0 | Camoapa              | Boaco        | NIC 17 , NN 103 |

## Coordenadas
Uno de los tramos de la NN‑104 puede ser encontrado en las coordenadas: 12°22′22″N 85°30′10″O / 12.3729, -85.5028